# Hofkirchen im Traunkreis
Hofkirchen im Traunkreis – gmina w Austrii, w kraju związkowym Górna Austria, w powiecie Linz-Land. Według danych Austriackiego Urzędu Statystycznego liczyła 1806 mieszkańców (1 stycznia 2015).